# یواس‌اس کلریان (ای‌کی-۱۷۲)
یواس‌اس کلریان (ای‌کی-۱۷۲) (به انگلیسی: USS Clarion (AK-172)) یک کشتی بود که طول آن ۳۸۸ فوت ۸ اینچ (۱۱۸٫۴۷ متر) بود. این کشتی در سال ۱۹۴۴ ساخته شد.